# La Mudarra
La Mudarra è un comune spagnolo di 238 abitanti situato nella comunità autonoma di Castiglia e León.